# Parvicapsula schulmani
Parvicapsula schulmani is een microscopische parasiet uit de familie Parvicapsulidae. Parvicapsula schulmani werd in 1981 beschreven door Kovaljova & Gaevskaya. 